# Odbojkaški klub Budvanska rivijera Budva
L'Odbojkaški klub Budvanska rivijera Budva fu una società pallavolistica maschile montenegrina con sede a Budua.

## Palmarès
- Campionato serbo-montenegrino: 1

2000-01
- Campionato montenegrino: 8

2008-09, 2009-10, 2010-11, 2011-12, 2012-13, 2013-14, 2014-15, 2015-16
- Coppa di Serbia e Montenegro: 2

2001, 2002
- Coppa di Montenegro: 7

2009-10, 2010-11, 2011-12, 2012-13, 2013-14, 2014-15, 2015-16